# Kanton Villeneuve-le-Roi
Kanton Villeneuve-le-Roi (fr. Canton de Villeneuve-le-Roi) je francouzský kanton v departementu Val-de-Marne v regionu Île-de-France. Tvoří ho dvě obce.

## Obce kantonu
- Ablon-sur-Seine
- Villeneuve-le-Roi